# Rząd Alenki Bratušek
Rząd Alenki Bratušek – rząd Republiki Słowenii istniejący od 20 marca 2013 do 18 września 2014.
Po wyborach parlamentarnych w 2011 powstał rząd Janeza Janšy, jednak w 2013 rozpadła się popierająca go koalicja. Nową zawiązały Pozytywna Słowenia (PS), Socjaldemokraci (SD), Demokratyczna Partia Emerytów Słowenii (DeSUS) i Lista Obywatelska (DL). Na czele gabinetu stanęła przedstawicielka pierwszego z tych ugrupowań Alenka Bratušek. W trakcie urzędowania doszło do rozłamu w Pozytywnej Słowenii, część jej działaczy powołała nowe ugrupowanie wspierające urzędującą premier. Po przedterminowych wyborach parlamentarnych w 2014 gabinet został zastąpiony przez rząd Mira Cerara.

## Skład rządu
- premier: Alenka Bratušek (PS)
- wicepremier, minister spraw zagranicznych: Karl Erjavec (DeSUS)
- wicepremier, minister spraw wewnętrznych i administracji publicznej: Gregor Virant (DL)
- wicepremier, minister rolnictwa i środowiska: Dejan Židan (SD)
- minister finansów: Uroš Čufer (PS)
- minister sprawiedliwości: Senko Pličanič (DL)
- minister obrony: Roman Jakič (PS)
- minister pracy, spraw społecznych i równouprawnienia: Anja Kopač Mrak (SD)
- minister rozwoju gospodarczego i technologii: Stanko Stepišnik (PS, do listopada 2013), Metod Dragonja (PS, od lutego 2014)
- minister infrastruktury i zagospodarowania przestrzennego: Igor Maher (DL, do kwietnia 2013), Samo Omerzel (DL, od kwietnia 2013)
- minister edukacji, nauki i sportu: Jernej Pikalo (SD)
- minister kultury: Uroš Grilc (PS)
- minister zdrowia: Tomaž Gantar (DeSUS, do listopada 2013), Alenka Trop Skaza (bezp., od lutego do kwietnia 2014)[2]
- minister bez teki do spraw diaspory: Tina Komel (PS, do lutego 2014), Gorazd Žmavc (DeSUS, od lutego 2014)